# Alianza de los Demócratas Congoleños
La Alianza de los Demócratas Congoleños es un partido político de la República Democrática del Congo. Su presidente es Jonas Mukamba Kadiata.